# Ennetbaden
Ennetbaden (schweizerdeutsch: ˈænːəˌpɑːdə) ist eine Einwohnergemeinde im Schweizer Kanton Aargau. Sie gehört zum Bezirk Baden und befindet sich, wie der Name andeutet, gegenüber der Stadt Baden am rechten Ufer der Limmat. Ennetbaden war früher ein Teil Badens, ist aber seit 1819 eine eigenständige Gemeinde.

## Geographie

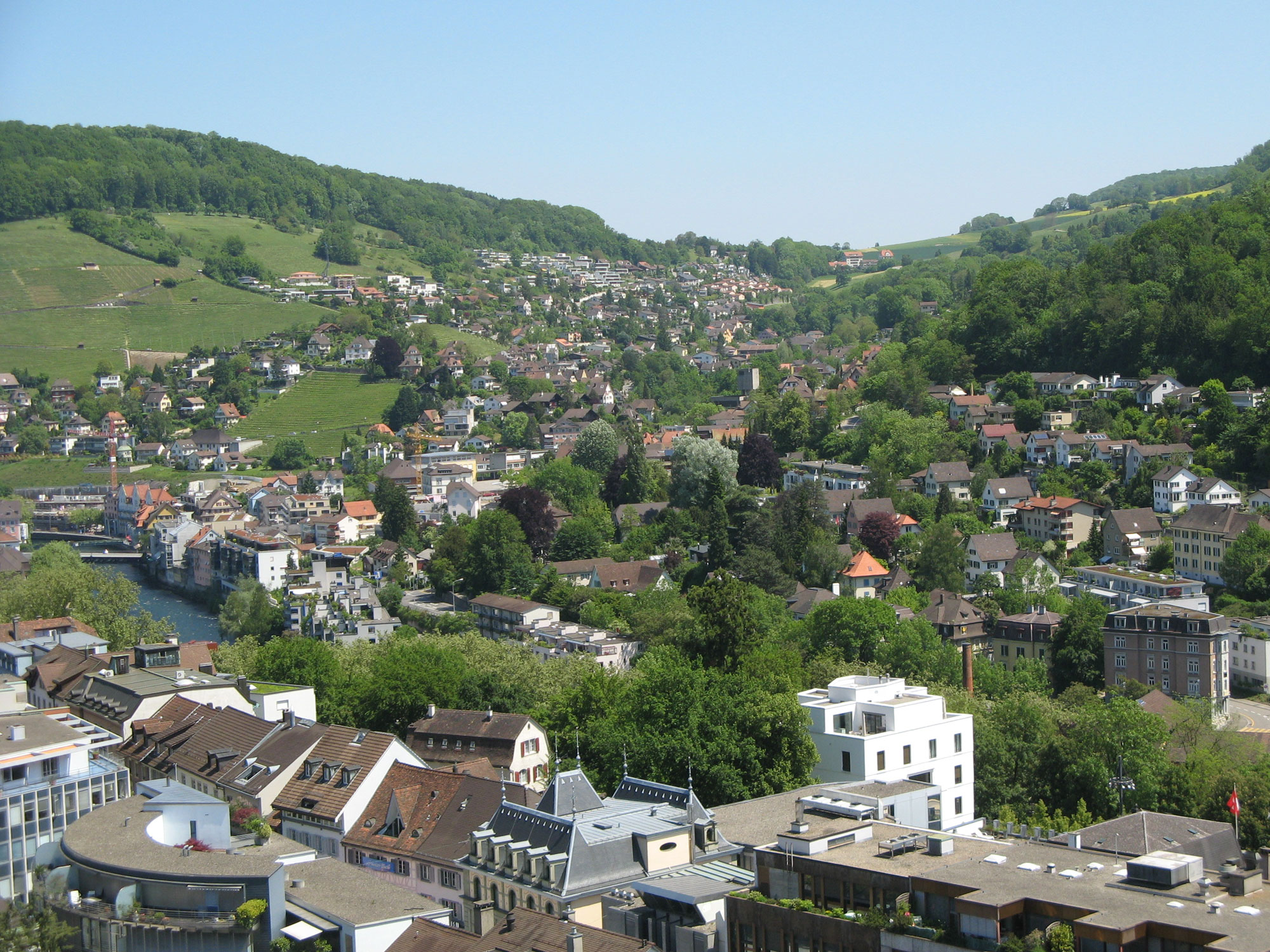
Ansicht von Westen

Luftansicht (1967)

Ennetbaden besitzt auf allen Seiten natürliche Grenzen. Das Dorf liegt in einem rund eineinhalb Kilometer langen, muldenförmigen Seitental der Limmat zwischen dem Geissberg (586 m ü. M.) im Norden sowie der Lägern und der Klus von Baden im Süden. Die Lägern ist der nordöstlichste Ausläufer des Faltenjuras, während der Geissberg zum Tafeljura gerechnet wird. Die Limmat bildet die westliche, der Höhtal-Sattel die östliche Grenze der Gemeinde. Die Bebauung konzentriert sich auf den Uferbereich an der Limmat sowie auf den sonnigen Südhang des Geissbergs.
Die Fläche des Gemeindegebiets beträgt 211 Hektaren, davon sind 89 Hektaren bewaldet und 80 Hektaren überbaut. Der höchste Punkt liegt auf dem Lägerngrat auf 757 Metern, der tiefste auf 360 Metern an der Limmat. Nachbargemeinden sind Freienwil im Norden, Ehrendingen im Osten, Wettingen im Süden, Baden im Westen und Obersiggenthal im Nordwesten. Baden, Ennetbaden, Obersiggenthal und Wettingen bilden einen zusammenhängenden Siedlungsraum.

## Geschichte
Grabungen im Jahr 2008 ergaben, dass die Römer um 120 n. Chr. auf den Brandruinen eines 80 Jahre zuvor entstandenen Handwerkerviertels, das zur Siedlung Aquae Helveticae (Baden) auf der anderen Flussseite gehörte, einen repräsentativen Terrassenbau errichtet hatten. Dieser war ungewöhnlich luxuriös mit Freskenmalereien, Mosaiken, marmorverkleideten Wänden und Fussbodenheizungen ausgestattet; auch Teile des Mobiliars blieben erhalten. Das Gebäude wurde um 270 nach Überfällen der Alamannen aufgegeben. Bei den Grabungen kam ausserdem ein Friedhof aus dem 7. Jahrhundert zum Vorschein.
Die erste urkundliche Erwähnung von Alio Badin erfolgte im Jahr 1150, die Form Ennentbaden erscheint erstmals 1410. Der Ortsname geht auf eine alemannische Übersetzung von Aquae Helveticae zurück (ze badun, «bei den Bädern»), die differenzierende Präposition kann «jenseits von Baden» oder «das jenseits (der Limmat) gelegene Baden» bedeuten. Die Siedlung war ein integraler Bestandteil der Stadt Baden, doch nur die Inhaber der «Kleinen Bäder» am Limmatufer besassen das Bürgerrecht. Die übrigen Einwohner waren Hintersassen, die dem Kloster St. Blasien zehntpflichtig waren. Nach der Eroberung des Aargaus durch die Eidgenossen im Jahr 1415 gehörte Ennetbaden zur Grafschaft Baden, einer gemeinen Herrschaft. Die Steuerpflicht verlagerte sich zunehmend vom Kloster zur Stadt, ohne dass den Ennetbadenern die gleichen Rechte zugestanden wurden. Nur in landwirtschaftlichen Angelegenheiten handelten sie über die «Gerechtigkeitsgenossenschaft» eigenständig.
Im März 1798 nahmen die Franzosen die Schweiz ein und riefen die Helvetische Republik aus. Die Ennetbadener entsandten nun einen Vertreter in den Stadtrat, der aber nur eingeschränktes Mitbestimmungsrecht hatte, sodass es häufig zu Spannungen kam. Baden empfand Ennetbaden als lästiges Anhängsel, während Ennetbaden sich vom grösseren Nachbarn ausgegrenzt fühlte. Als die Ennetbadener die Zahlung der Polizeisteuer verweigerten, stellte der Stadtrat im Januar 1817 beim Kanton den Antrag, den Stadtteil abzutrennen und daraus eine eigenständige Gemeinde zu bilden. Nach langen Verhandlungen erliess die Kantonsregierung ein entsprechendes Dekret, das nach der Zustimmung des Grossen Rates am 22. Dezember 1819 in Kraft trat. Nach der Gründung der BBC in Baden Ende des 19. Jahrhunderts entwickelte sich Ennetbaden zu einem bevorzugten Wohngebiet. Der Kurbetrieb kam nach dem Zweiten Weltkrieg zum Erliegen.

## Wappen
Die Blasonierung des Gemeindewappens lautet: «In Gelb schwarzer Schildhauptpfahl.» Nach der Trennung von Baden führte Ennetbaden das Stadtwappen unverändert weiter. Erst 1942 wurde ein eigenes Wappen eingeführt. Die Form behielt man bei, lediglich die Farben änderten sich. Die gelbe Farbe ist eine Anspielung auf die Goldwand, den Ennetbadener Rebberg.

## Sehenswürdigkeiten

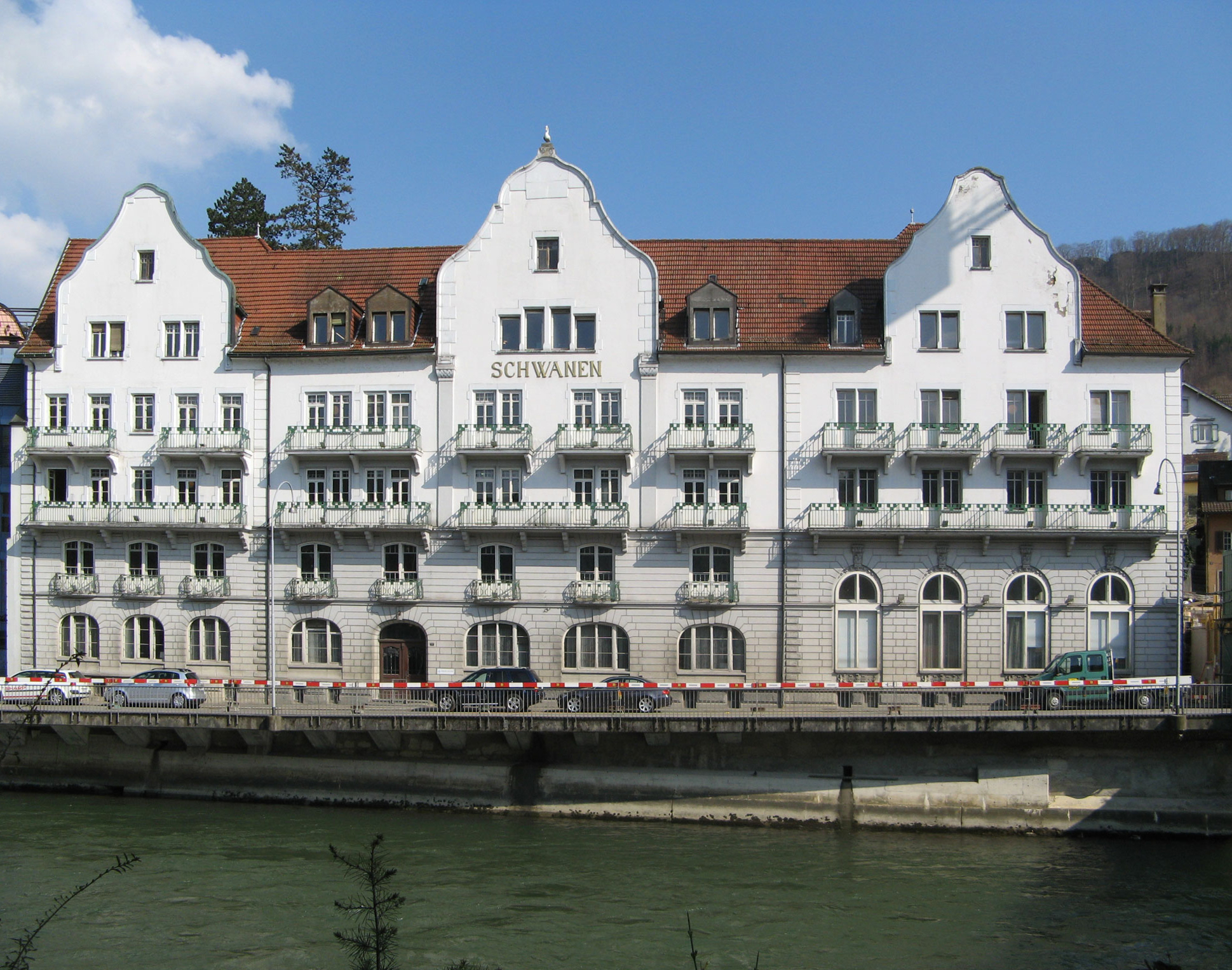
Hotel Schwanen

Das am rechten Ufer der Limmat gelegene Ennetbaden ist durch die Schiefe Brücke und den Mercier-Fussgängersteg mit dem Badener Bäderquartier verbunden. Die sich am Flussufer entlang ziehende Häuserzeile ist halb ländlich und halb städtisch geprägt. Gut erhalten ist das Hotel Schwanen. In Flussnähe befindet sich das «Schlössli», ein herrschaftliches Anwesen. Dessen Baujahr ist nicht bekannt, doch dürfte es vor 1543 entstanden sein und diente als Landsitz vornehmer Badener Bürger. Im Jahr 1800 liess der damalige Besitzer das Gebäude vollständig im spätbarocken Stil neu erbauen. Von der alten Bausubstanz blieb nur der runde Treppenturm an der Nordseite erhalten, der um ein Stockwerk erhöht und mit einer Zwiebelhaube versehen wurde.

## Bevölkerung
Die Einwohnerzahlen entwickelten sich wie folgt:
| Jahr      | 1850 | 1900 | 1930 | 1950 | 1960 | 1970 | 1980 | 1990 | 2000 | 2010 | 2020 |
| Einwohner | 451  | 997  | 2223 | 2566 | 2963 | 3257 | 2702 | 2966 | 3019 | 3026 | 3486 |

Am 31. Dezember 2023 lebten 3672 Menschen in Ennetbaden, der Ausländeranteil betrug 23,4 %. Bei der Volkszählung 2015 bezeichneten sich 32,7 % als römisch-katholisch und 24,6 % als reformiert; 42,7 % waren konfessionslos oder gehörten anderen Glaubensrichtungen an. 83,8 % gaben bei der Volkszählung 2000 Deutsch als ihre Hauptsprache an, 2,4 % Französisch, 2,2 % Italienisch, 1,8 % Serbokroatisch, je 1,7 % Englisch und Portugiesisch, 1,3 % Albanisch sowie 1,1 % Türkisch.

## Politik und Recht
Die Versammlung der Stimmberechtigten, die Gemeindeversammlung, übt die Legislativgewalt aus. Ausführende Behörde ist der fünfköpfige Gemeinderat. Er wird im Majorzverfahren vom Volk gewählt, seine Amtsdauer beträgt vier Jahre. Der Gemeinderat führt und repräsentiert die Gemeinde. Dazu vollzieht er die Beschlüsse der Gemeindeversammlung und die Aufgaben, die ihm vom Kanton zugeteilt wurden. Für Rechtsstreitigkeiten ist in erster Instanz das Bezirksgericht Baden zuständig. Ennetbaden gehört zum Friedensrichterkreis III (Baden).

## Wirtschaft
In Ennetbaden gibt es gemäss der im Jahr 2015 erhobenen Statistik der Unternehmensstruktur (STATENT) rund 760 Arbeitsplätze, davon 2 % in der Landwirtschaft, 4 % in der Industrie und 94 % im Dienstleistungsbereich. Das Dorf ist wegen seiner sonnigen Hanglage vor allem eine Wohngemeinde. Es gibt keine Grossunternehmen, hingegen mehrere kleine Gewerbe- und Dienstleistungsbetriebe. Die grosse Mehrheit der Erwerbstätigen arbeitet in den benachbarten Orten Baden und Wettingen.
Der Weinbau ist heute noch bedeutend. Am Südhang des Geissbergs, der so genannten Goldwand, und zum Teil auch im Dorfzentrum ist eine Fläche von 9,1 Hektaren mit Reben bestockt. Es werden über ein Dutzend Sorten angepflanzt, wobei Blauburgunder, Chardonnay und Riesling × Sylvaner überwiegen.

## Verkehr

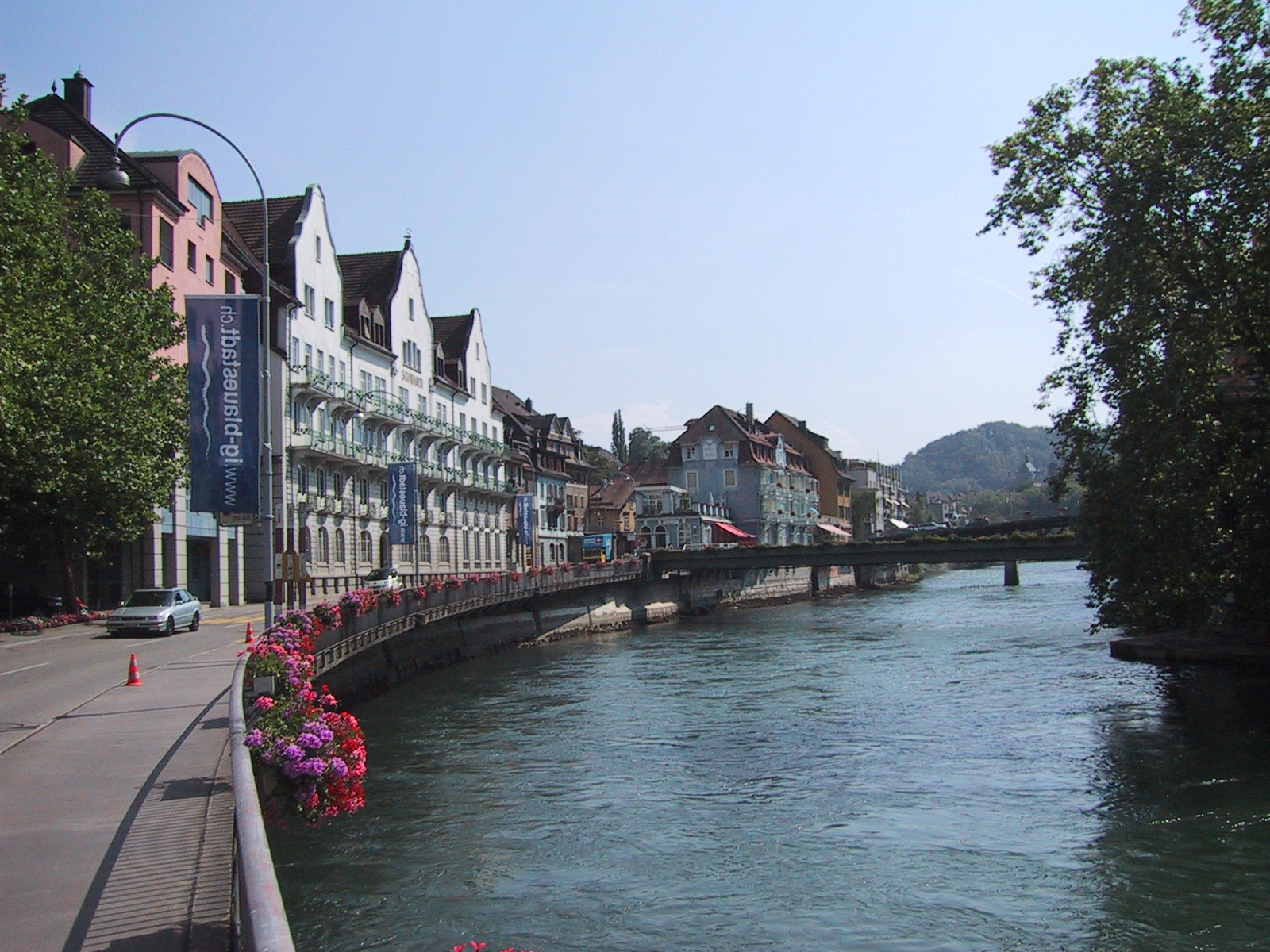
Blick auf den Merciersteg und die Schiefe Brücke (hinten), vor 2006

Durch Ennetbaden verlaufen die Kantonsstrasse 279 ins Surbtal und die Kantonsstrasse 295 ins Siggental. Der Bahnhof Baden ist nur wenige Gehminuten entfernt; seit Juni 2007 besteht mit einem Steg über die Limmat und dem daran anschliessenden Promenadenlift eine schnelle Verbindung dorthin für Fussgänger und Radfahrer. Ennetbaden wird von zwei Buslinien der RVBW bedient sowie von drei Postautolinien, die von Baden aus nach Kaiserstuhl, Tegerfelden und Döttingen führen. An Wochenenden verkehrt ein Nachtbus von Baden über das Surbtal und Klingnau nach Bad Zurzach.
Im 20. Jahrhundert war Ennetbaden stark vom Durchgangsverkehr betroffen, da sich ein grosser Teil des Verkehrs aus Norden, aus dem westlichen Limmat- und dem Aaretal über die 1874 erbaute Schiefe Brücke nach Baden bewegte. 2002 gab es eine gewisse Entlastung durch den Bau der Siggenthaler Brücke. 2007 wurde schliesslich der Goldwandtunnel dem Verkehr übergeben, der die Kern- und Bäderzone vom Durchgangsverkehr entlang der Limmat befreit. Gleichzeitig sperrte man die Schiefe Brücke für den Privatverkehr, was sowohl für Ennetbaden als auch für das Badener Bäderquartier eine weitgehende Entlastung vom Verkehrslärm mit sich brachte. 2022 erfolgte auf sämtlichen Gemeindestrassen die Einführung von Tempo-30-Zonen.

## Bildung
Aufgrund der unmittelbaren Nähe zu Baden gibt es in Ennetbaden lediglich eine Primarschule. Sämtliche Oberstufen der obligatorischen Volksschule (Realschule, Sekundarschule, Bezirksschule) können in Baden besucht werden. Die nächstgelegenen Gymnasien sind die Kantonsschule Baden und die Kantonsschule Wettingen.

## Persönlichkeiten
- Eugen Schneider (1880–1953), Architekt und Politiker
- Carl Schmid (1894–1988), Ingenieur
- Peter Lotar (1910–1986), Schriftsteller
- Werner Nefflen (1919–2014), Fotograf
- Lisbeth Sachs (1914–2002), Architektin
- Arthur Häny (1924–2019), Schriftsteller und Übersetzer
- Anita Niesz (1925–2013), Fotografin
- Jürg Lindecker (* 1940), Elektroingenieur, Manager und Autor
- Tobias Wildi (* 1973), Historiker, Archivar und Unternehmer
- Simon Libsig (* 1977), Schriftsteller